# Символ Похгаммера
Символ Похгаммера — позначення для спеціальної функції, яка задається добутком
{\displaystyle (x)_{n}=\prod _{k=1}^{n}(x+k-1)=x(x+1)(x+2)\dots (x+n-1)},
де {\displaystyle n} — невід'ємне ціле число, який ще називають зростаючим факторіалом. Використовується, наприклад, при означені гіпергеометричної функції.
В комбінаториці, символом {\displaystyle (x)_{n}} позначають спадний факторіал
{\displaystyle (x)_{n}=\prod _{k=1}^{n}(x-k+1)=x(x-1)(x-2)\dots (x-n+1)},
а зростаючий факторіал — символом {\displaystyle x^{(n)}}.
Назва дана в честь німецького математика Лео Похгаммера (Leo August Pochhammer).
Якщо не обумовлено окремо, то надалі під  символом {\displaystyle (x)_{n}} розумітимемо зростаючий факторіал.

## Приклади
Перші декілька значень для невід'ємних цілих  {\displaystyle n}:
{\displaystyle (x)_{0}=1,}
{\displaystyle (x)_{1}=x,}
{\displaystyle (x)_{2}=x^{2}+x,}
{\displaystyle (x)_{3}=x^{3}+3x^{2}+2x,}
{\displaystyle (x)_{4}=x^{4}+6x^{3}+11x^{2}+6x,}
Часткові випадки:
{\displaystyle (1)_{n}=n!,\qquad \left({\frac {1}{2}}\right)_{n}={\frac {(2n-1)!!}{2^{n}}}.}

## Властивості
Для символів Похгаммера виконується відношення:
{\displaystyle (-x)_{n}=(-1)^{n}\cdot (x-n+1)_{n}.}
Символ Похгаммера можна виразити через гамма-функцію
{\displaystyle (x)_{n}={\frac {\Gamma (x+n)}{\Gamma (x)}}}
та через біноміальний коефіцієнт
{\displaystyle {\frac {(x)_{n}}{n!}}={x+n-1 \choose n}.}
Символ Похгаммера пов'язаний з числами Стірлінга першого роду {\displaystyle s(n,k)}:
{\displaystyle (x)_{n}=\sum _{k=0}^{n}{(-1)}^{n-k}s(n,k)\cdot x^{k},}
Співвідношення між символами Похгаммера для парного то непарного індексу:
{\displaystyle (x)_{2n}=2^{2n}\left({\frac {x}{2}}\right)_{n}\left({\frac {x+1}{2}}\right)_{n},\qquad (x)_{2n+1}=2^{2n+1}\left({\frac {x}{2}}\right)_{n+1}\left({\frac {x+1}{2}}\right)_{n}.}
Відношення двох символів Похгаммера:
{\displaystyle {\frac {(x)_{n}}{(x)_{m}}}=\left\{{\begin{array}{ll}(x+m)_{n-m},&n\geqslant m,\\\\\displaystyle {\frac {1}{(x+n)_{m-n}}},&n\leqslant m.\end{array}}\right.}
Похідна символу Похгаммера:
{\displaystyle {\frac {d}{dx}}(x)_{n}=(x)_{n}\cdot \left(\psi _{0}(n+x)-\psi _{0}(x)\right),}
де {\displaystyle \psi _{0}(x)} — дигамма-функція.

## Зростаючий та спадний факторіали
Тут будемо використовувати наступні позначення, прийняті в комбінаториці:
- Зростаючий факторіал

{\displaystyle x^{(n)}=x^{\overline {n}}=x(x+1)(x+2)\cdots (x+n-1);}
- Спадний факторіал

{\displaystyle (x)_{n}=x^{\underline {n}}=x(x-1)(x-2)\cdots (x-n+1).}
Спадний факторіал чисельно дорівнює кількості розміщень без повторень з {\displaystyle x} по {\displaystyle n} або (що те саме) кількості усіх ін'єктивних функцій з множини потужності {\displaystyle n} в множину потужності {\displaystyle x}.
Зростаючий та спадний факторіали пов'язані співвідношеннями 
{\displaystyle x^{(n)}={(x+n-1)}_{n},\quad x^{(n)}={(-1)}^{n}{(-x)}_{n}.}
Спадний факторіал також можна виразити через гамма-функцію
{\displaystyle (x)_{n}={\frac {\Gamma (x+1)}{\Gamma (x-n+1)}}}
та через біноміальний коефіцієнт
{\displaystyle {\frac {(x)_{n}}{n!}}={x \choose n}.}
За допомогою спадного факторіала можна компактно виразити похідну {\displaystyle n}-ого порядку від степеневої функції
{\displaystyle {\frac {d^{n}}{dx^{n}}}(x^{a})=(a)_{n}\,\,x^{a-n}.}
Формула для добутку спадних факторіалів
{\displaystyle (x)_{m}(x)_{n}=\sum _{k=0}^{m}{m \choose k}{n \choose k}k!\,(x)_{m+n-k}.}
Твірна функція спадного факторіалу
{\displaystyle \sum _{n=0}^{\infty }(x)_{n}~{\frac {t^{n}}{n!}}=(1+t)^{x}.}

## Узагальнення
Символ Похгаммера можна узагальнити так
{\displaystyle (x)_{n,k}=x(x+k)(x+2k)\cdots (x+(n-1)k)}
і називається k-символом Похгаммера.
Символ Похгамера можна також узагальнити на випадок довільної функції в такій формі: 
{\displaystyle [f(x)]^{k/h}=f(x)\cdot f(x+h)\cdot f(x+2h)\cdots f(x+(k-1)h).}
У такому записі звичайний символ Похгаммера записується як {\displaystyle [x]^{k/1}.}
Також у комбінаториці використовується q-аналог символу Похгаммера або q-символ Похгаммера (не плутати з k-символом):
{\displaystyle (x;q)_{n}=\prod _{k=0}^{n-1}(1-xq^{k})=(1-x)(1-xq)(1-xq^{2})\cdots (1-xq^{n-1}).}